# 罗伯特·P·帕特森
老罗伯特·P·帕特森（英語：Robert Porter Patterson Sr.，1891年2月12日—1952年1月22日）是美国总统富兰克林·德拉诺·罗斯福在任期间的美国战时临时指挥部部长，以及哈里·S·杜鲁门在任期间的美国战争部长。他还曾担任美国联邦第二巡回上诉法院的联邦法官，也曾是美国纽约南区联邦地区法院的地区法官。